# Coccophagus malthusi
Coccophagus malthusi är en stekelart som beskrevs av Girault 1917. Coccophagus malthusi ingår i släktet Coccophagus och familjen växtlussteklar. Inga underarter finns listade i Catalogue of Life.